# Purba Tua Dolok
Purba Tua Dolok is een bestuurslaag in het regentschap Padang Lawas Utara van de provincie Noord-Sumatra, Indonesië. Purba Tua Dolok telt 292 inwoners (volkstelling 2010).